# Dortmunder Stadtbefestigung

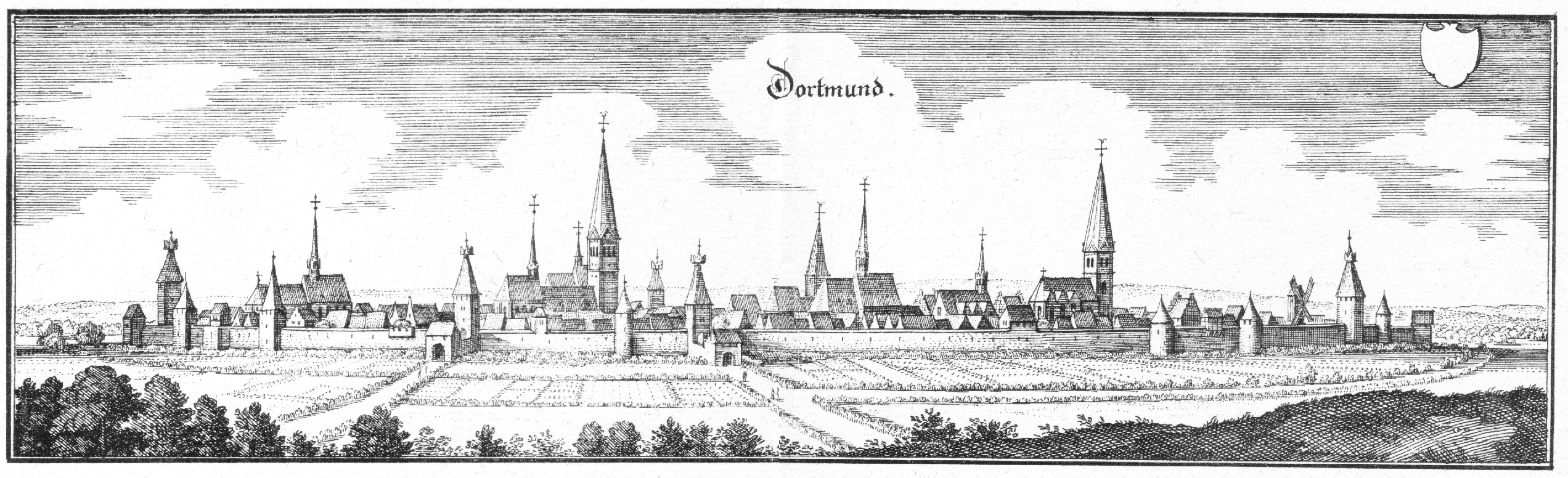
Kupferstich der Stadt Dortmund um 1647 von Matthäus Merian

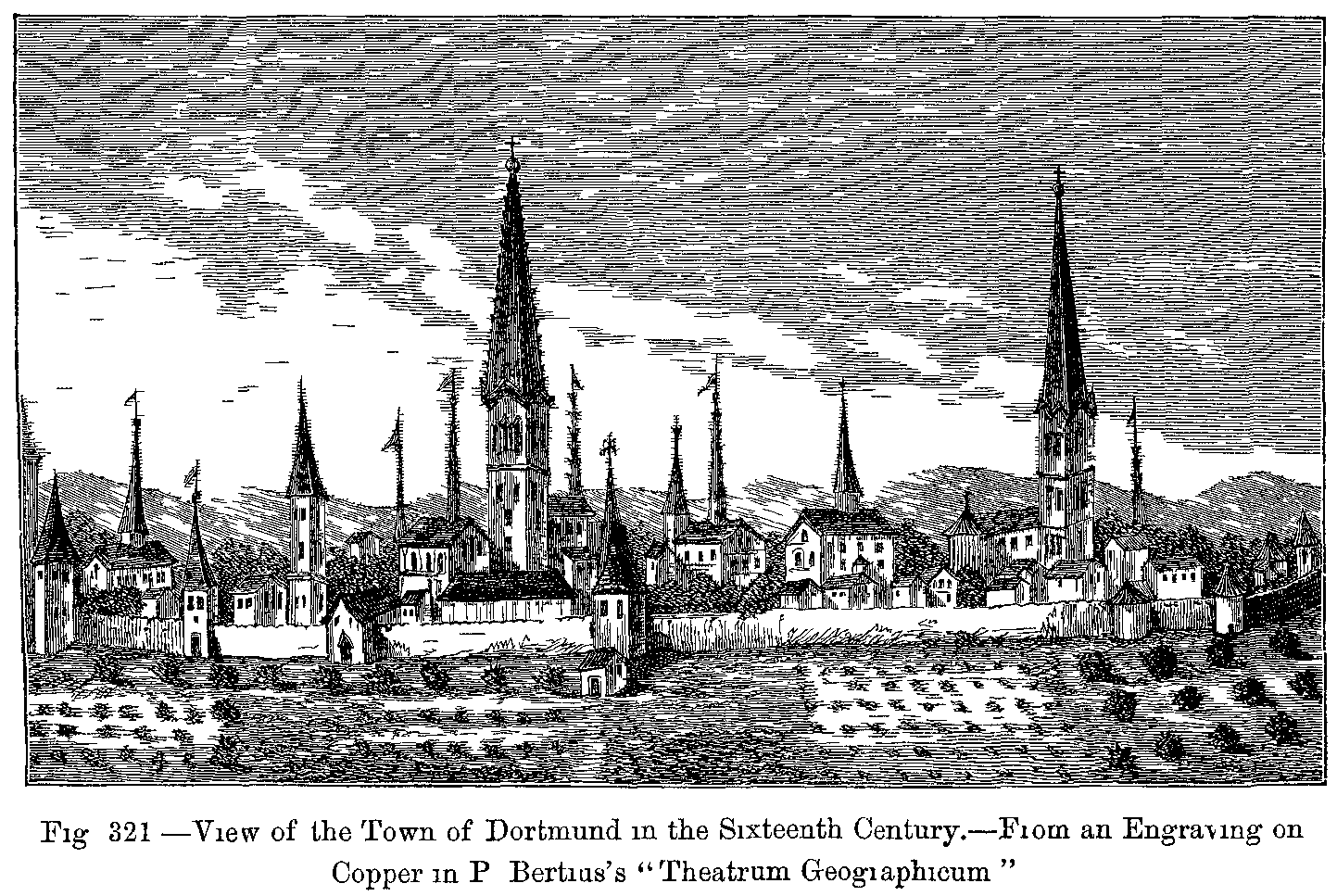
Stadtansicht auf einem Kupferstich aus dem 16. Jahrhundert

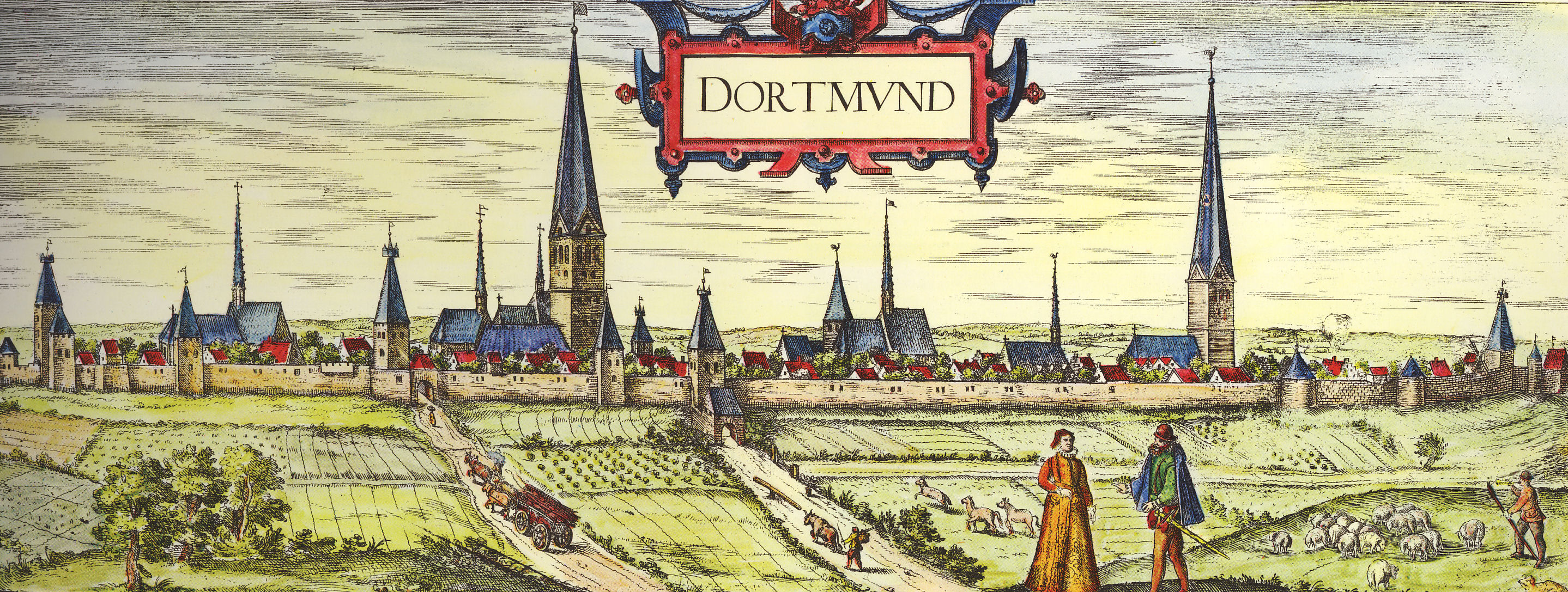
Historische Ansicht von Dortmund von Georg Braun und Franz Hogenberg (zwischen 1572 und 1618)

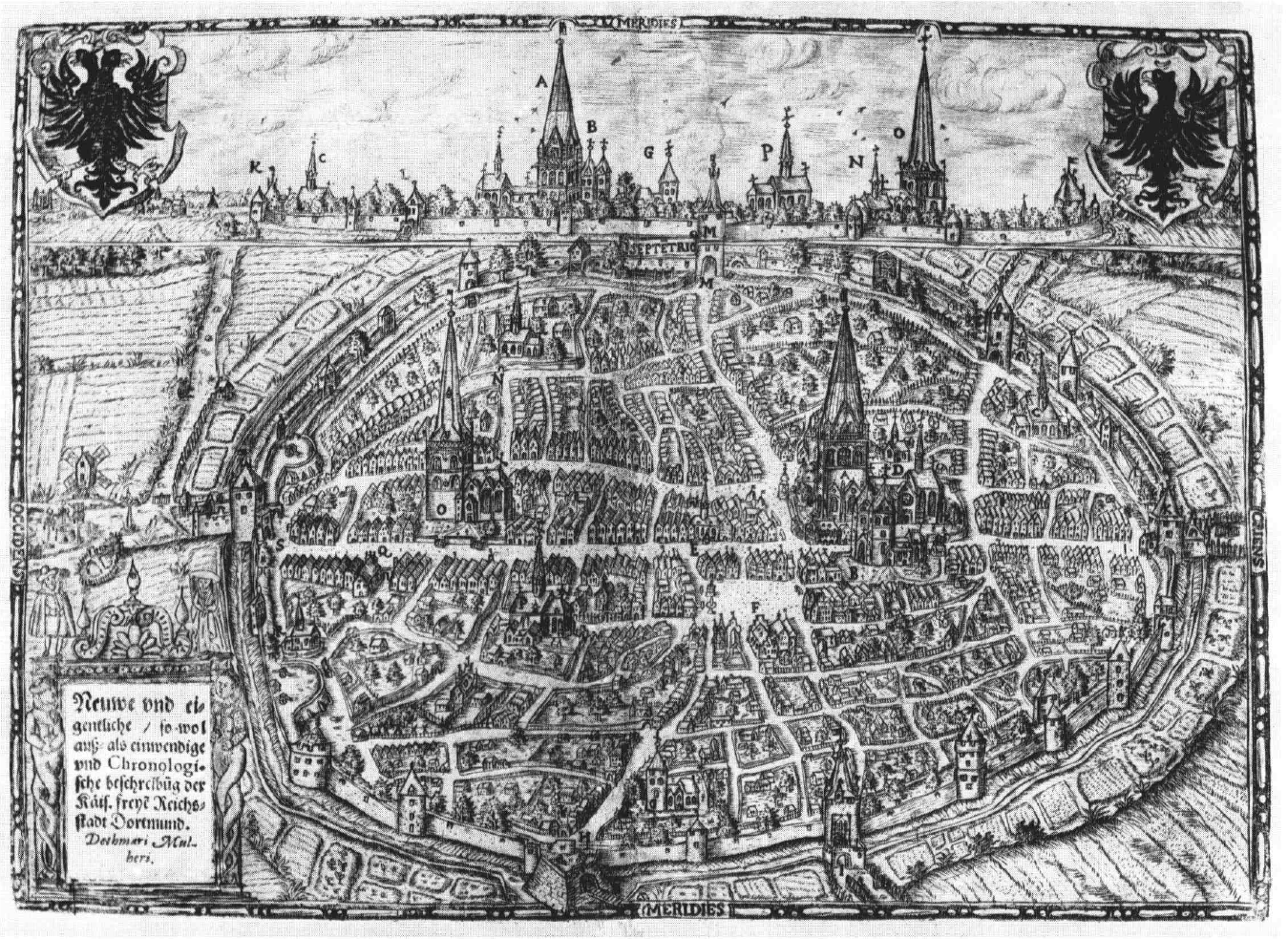
Dortmund um 1610, Kupferstich von Detmar Mulher

Die Dortmunder Stadtbefestigung war die historische, mittelalterliche Stadtfeste der freien Reichsstadt Dortmund. Die Stadtbefestigung wurde nach der vierten Stadterweiterung um 1200 um den historischen Stadtkern errichtet. Die Feste bestand aus einer Stadtmauer, Toren und Türmen und hatte eine Länge von 3,3 km. Zwischen 1810 und 1874 wurde die Stadtmauer geschleift und der frei gewordene Raum zu einer mit Baumreihen bepflanzten Promenade umgestaltet. Heute findet sich anstelle der Stadtmauer der sechsspurige Wallring, der Teil der Bundesstraße 54 ist.

## Stadtmauer
Die eigentliche Stadtmauer wurde in romanischer Zwei-Schalen-Technik errichtet. Die ursprüngliche Stadtmauer hatte eine Höhe von acht bis neun Metern und besaß in Richtung der Stadt einen aufgeschütteten Erdwall, welcher durch eine Fußmauer abgestützt wurde. Vor der Stadtmauer befand sich ein Wallgraben mit einer durchschnittlichen Breite von zwölf bis 18 Metern. Hinter diesem Graben lag die Vormauer, die eine Höhe von fünf Metern auswies. Vor 1545 lag vor dieser Vormauer ein weiterer Graben und ein Weg mit einer die Stadt umgebenden hölzernen Palisade.
Das Befestigungsbauwerk veränderte sich im Laufe der Zeit. Mitte des 16. Jahrhunderts wurde der äußere Stadtgraben verfüllt und die frei werdenden Flächen wurden als Gärten genutzt.
Die mittelalterliche Stadtbefestigung ist als Bodendenkmal in die Denkmalliste der Stadt Dortmund eingetragen.

## Tore und Pforten
Die Stadtmauer, der an der Kreuzung zweier Handelsstraßen entstandenen Reichsstadt Dortmund, hatte ursprünglich vier Stadttore. Als ältestes Tor gilt das Kuckelketor. Am Hellweg befanden sich das Westen- und das Ostentor. Im Süden der Stadt lag das Wißstraßentor. Im Rahmen des Ausbaus der Stadtfeste kamen dann im Norden das Burgtor und im Südosten das Neutor sowie die Hövelpforte und die Töllnerpforte hinzu. Die Töllnerpforte befand sich östlich des Neutors, die Hövelpforte südöstlich des Westentors. Beide Pforten wurden aber schon um 1380 wieder geschlossen.

### Kuckelketor
Das Kuckelketor befand sich im Norden der Stadt. Es wurde nach dem Bach Kuckelke benannt, an den heute nur noch eine Straße erinnert. Hier war auch ein Teich, an dem in den Hexenprozessen die Wasserprobe durchgeführt wurde. Das Stadttor bestand aus einem annähernd quadratischen Torturm mit einer Grundfläche von acht mal neun Metern. Hinzu kam ein 13 Meter langes Vorbauwerk und ein Brückenaufleger. Eine Zugbrücke überbrückte dann den Stadtgraben.

Das Kuckelketor galt seit 1742 als baufällig und wurde 1806 als erstes Dortmunder Stadttor abgebrochen. Heute befindet sich an der Ecke Kuckelke/Burg-/Schwanenwall ein Modell des Stadttors, im Pflaster ist der Grundriss des Tors nachgezeichnet.

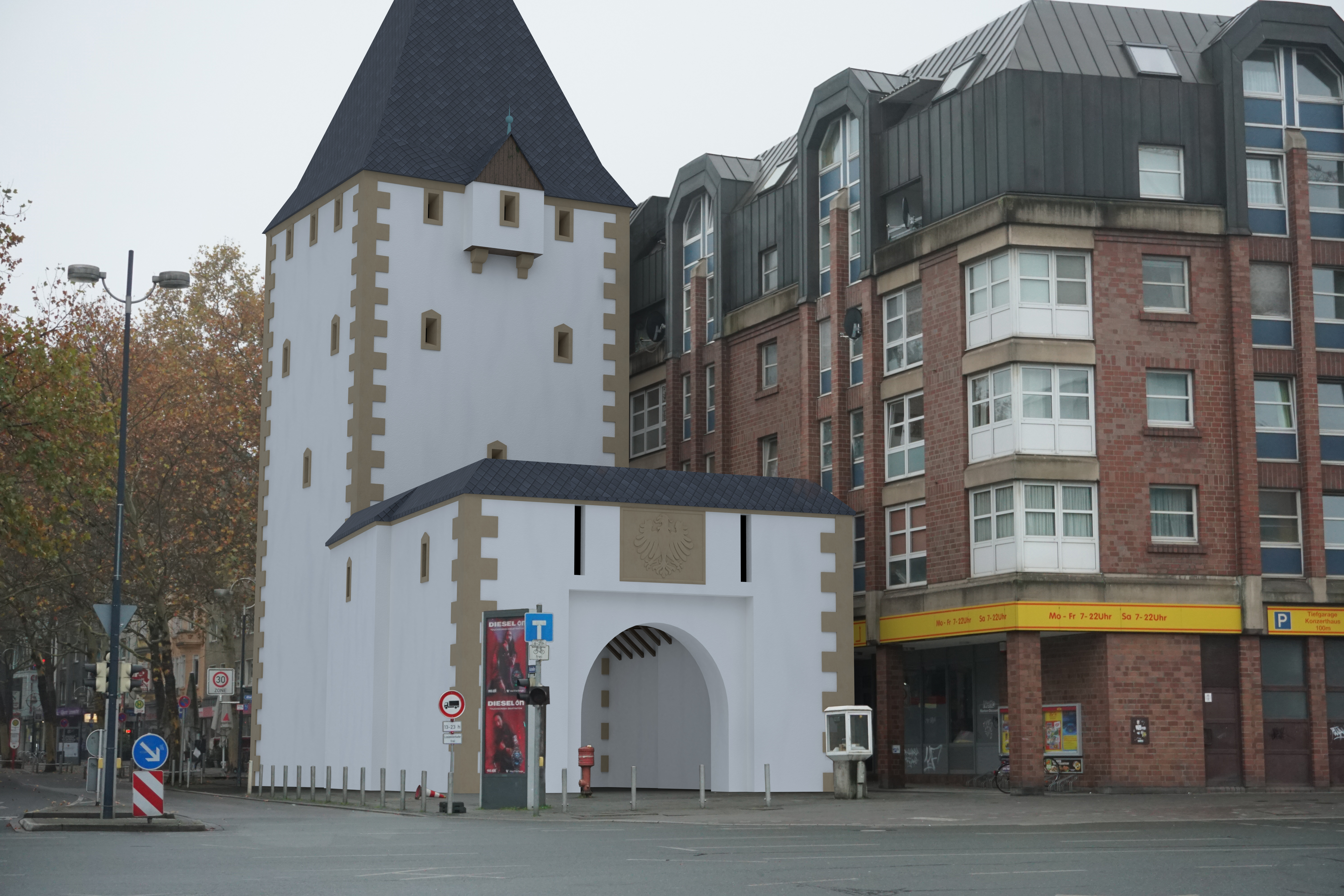
Rekonstruktion des Kuckelketores vom Wall aus gesehen (nach Heinrich Scholle)

### Westentor
Das Westentor öffnet die Stadt am Hellweg in Richtung Essen und Duisburg. Das Tor wurde 1292 erstmals als Porta Occidentalis (lateinisch für Westentor) erwähnt. Zu dieser Zeit errichtete Johann von Chrispin innerstädtisch vor dem Westentor die Jacobuskapelle.
Das Westentor bestand aus einem Torturm, der sich auf Höhe der Stadtmauer befand. Davor fanden sich zwei versetzt gebaute Vorbauwerke, die jeweils mit einem vorgelagerten Turmbauwerk versehen waren. Vor dem nördlichen Vorbau befand sich die hölzerne Zugbrücke über den äußeren Wallgraben. Bereits 1643/46 wird das Tor als baufällig beschrieben. 1658 wurde die hölzerne Zugbrücke wegen ihres schlechten Zustandes durch eine steinerne ersetzt. 1724 wurde dann der Graben bis zur Zugbrücke verfüllt.
Außerhalb des Westentors war die Hinrichtungsstätte u. a. für die Hexenprozesse.

Der Abriss des Westentors erfolgte im Jahre 1810. Heute findet sich an der Stelle des Westentors der unterirdische Stadtbahnhof Westentor.

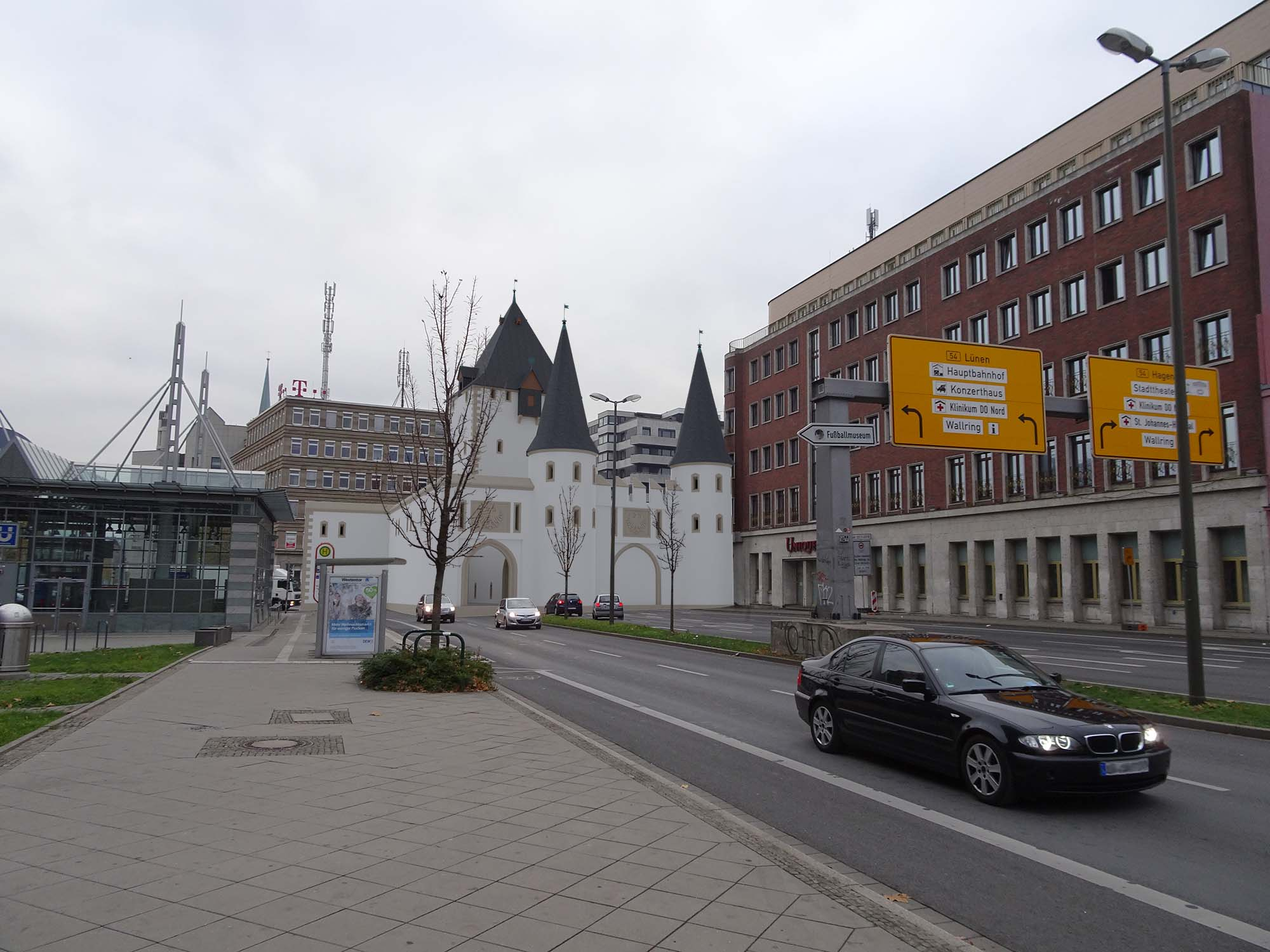
Rekonstruktion des Westentors von der Rheinischen Straße aus gesehen (nach Heinrich Scholle)

### Burgtor

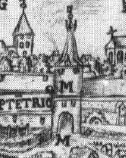
Das Burgtor bei Muhler

Die Dortmunder Stadtfahne

Das Burgtor befand sich im Norden der Stadt an der Handelsstraße in Richtung Münster und Bremen, der heutigen Münsterstraße. Das Burgtor wurde 1257 als Porta Urbis (Stadttor) erstmals erwähnt. Nach 1298 findet sich dann die lateinische Bezeichnung Porta Castris (Burgtor). Namensgebend war die nahe Königsburg.
Das Tor bestand aus einem Torturm, einem Vorwerk und der den Graben überspannenden Zugbrücke. Auf dem Torturm wehte die rot-weiße Stadtfahne der Stadt Dortmund.
Das Burgtor bestand bis ins Jahr 1833.

### Ostentor
Das Ostentor befand sich am Hellweg auf der Handelsstraße in Richtung Soest, Lippstadt und Paderborn. Eine erste Erwähnung des Ostentors findet sich im 1255 bis 1256 aufgezeichneten Stadtrecht. Für das Ostentor findet sich auch die lateinische Bezeichnung Porta Orientalis. An das Tor angegliedert war die Benediktinerkapelle. Mit über 50 Meter Länge war es die längste Torburg der Stadt und überspannte beide Wallgräben. Am Tor war die folgende Inschrift angebracht: „Dus stat is vry, dem ryke holt, verkoept des nicht umb alles golt.“ (Diese Stadt ist frei, dem Reiche treu/hold, verkauft das nicht für alles Gold.)
Das Ostentor bestand aus einem Torturm und einem Vorwerk. Um 1520 wurde das Ostentor erweitert und zwei Ecktürmchen als Wachthäuser in das Vorwerk integriert. 1772 wurde wegen des baulichen Zustands erstmals der Abbruch erwogen, man entschied sich jedoch 1780 noch einmal zur Erneuerung des Daches in vereinfachter Form. 1810 erfolgte dann tatsächlich der Abbruch des Tores. Im Gegensatz zu den anderen Toren hat sich für das Ostentor ein maßstäblicher Grundriss erhalten.
Heute befinden sich an dieser Stelle eine gleichnamige Straßenkreuzung und der unterirdische U-Bahnhof Ostentor der Stadtbahn Dortmund. Die künstlerische Gestaltung des U-Bahnhofs dreht sich um das Thema Dortmunder Stadtbefestigung.

Rekonstruktion des Ostentores (nach Heinrich Scholle)
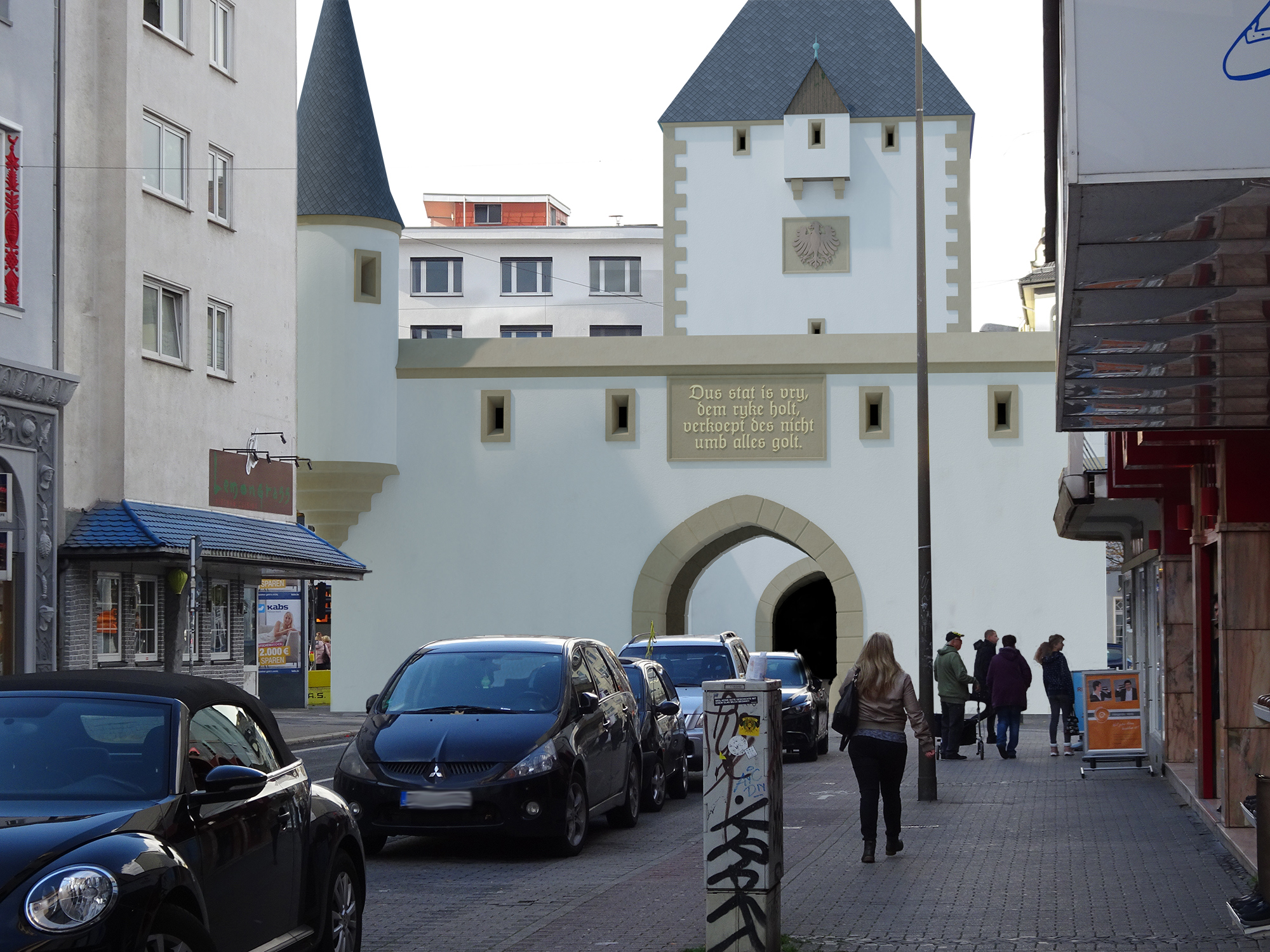
Von der Kaiserstraße aus gesehen
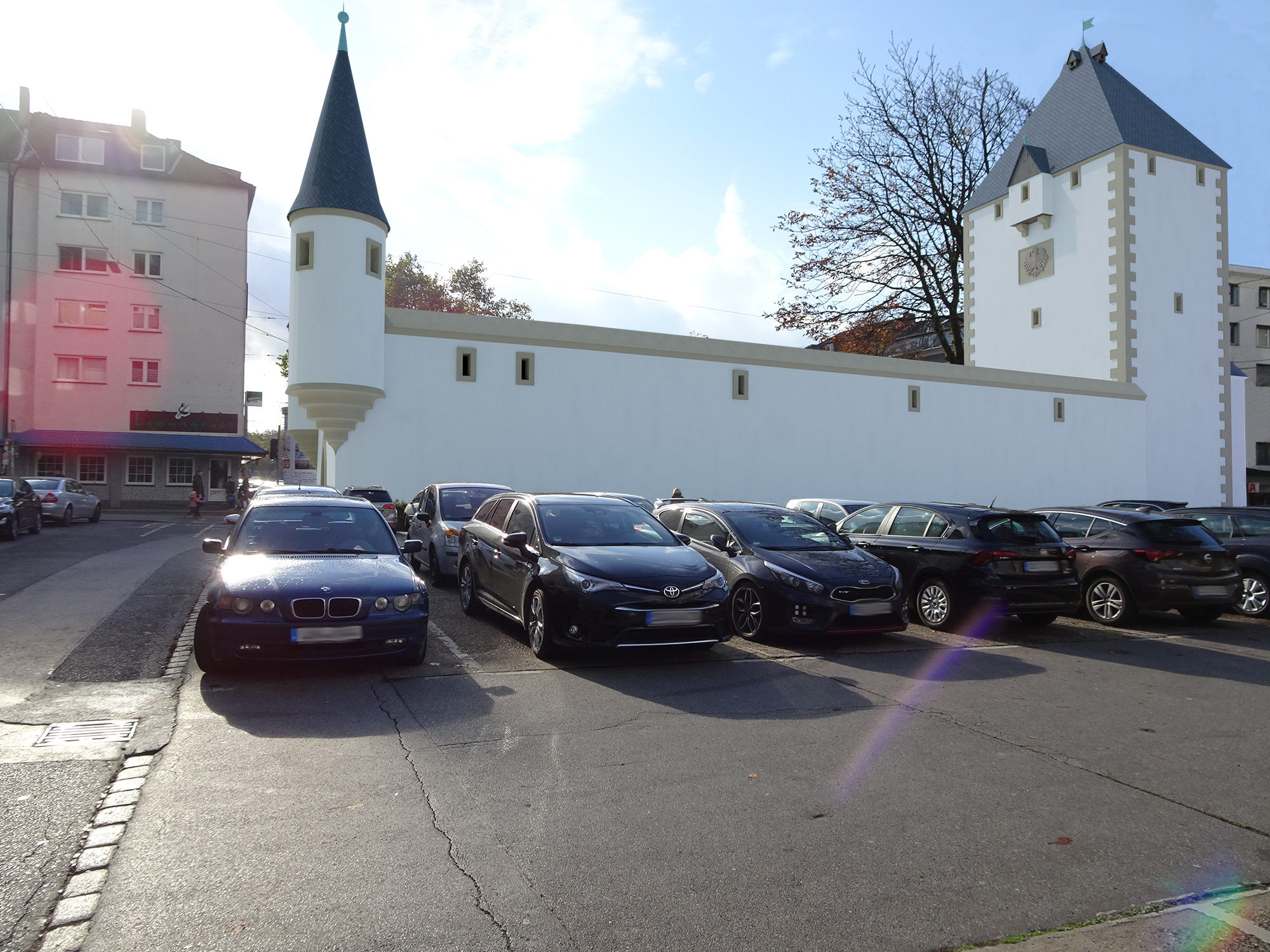
Vom Schwanenwall aus gesehen

### Neutor
Das Neutor, auch Neuetor genannt, befand sich im Südosten der Stadtmauer. Das Tor wurde 1320 erbaut und sicherte den Handelsweg in die märkischen Städte Hörde, Schwerte und Altena. Es ist in der Stadtansicht von Süden des Derick Baegert auf dem Altarretabel in der Propsteikirche von 1475 abgebildet.
Auch dieses Bauwerk bestand aus Torturm, befestigtem Vorwerk und einer Zugbrücke und war weniger stark befestigt.
Bereits 1705 befand sich das Tor in seinem schlechten Zustand. In den Jahren 1722/23 wurden noch einmal Reparaturarbeiten am Turm und an der Brücke durchgeführt. Das Neutor wurde im Jahre 1804 auf Stadtmauerhöhe abgebrochen und 1810 vollständig geschleift.

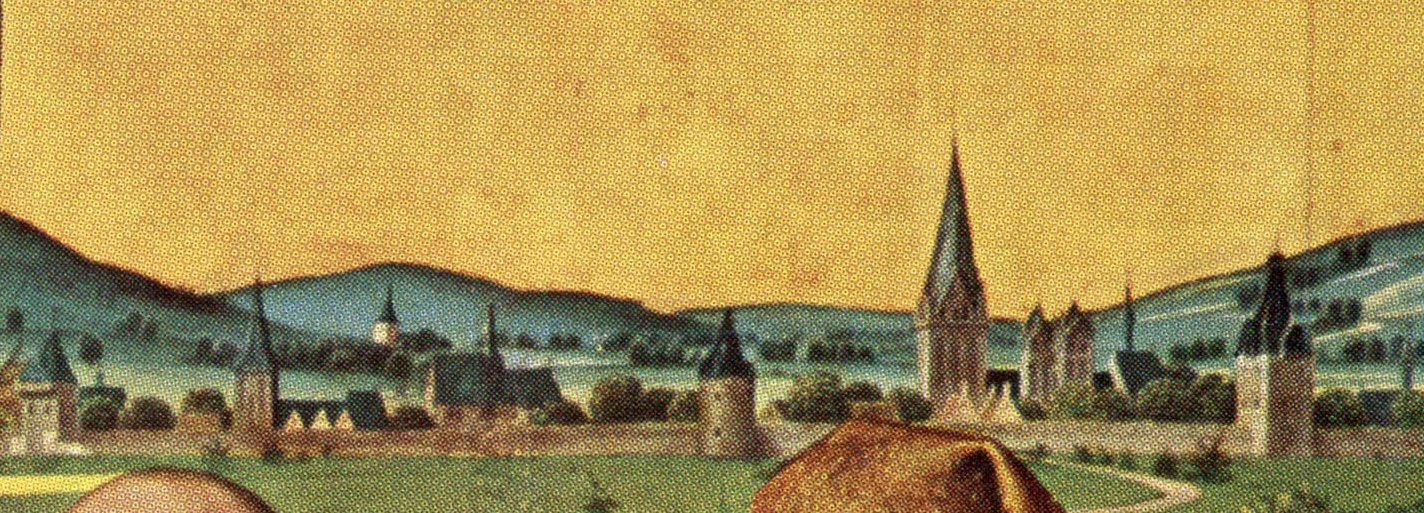
Stadtsilhouette Dortmunds auf dem linken Flügel des Baegert-Retabels in der Propsteikirche. Zu erkennen sind im Bereich der Stadtmauer ganz links das Wißstraßentor in der Mitte der Reifschlägerturm und rechts das Neutor.
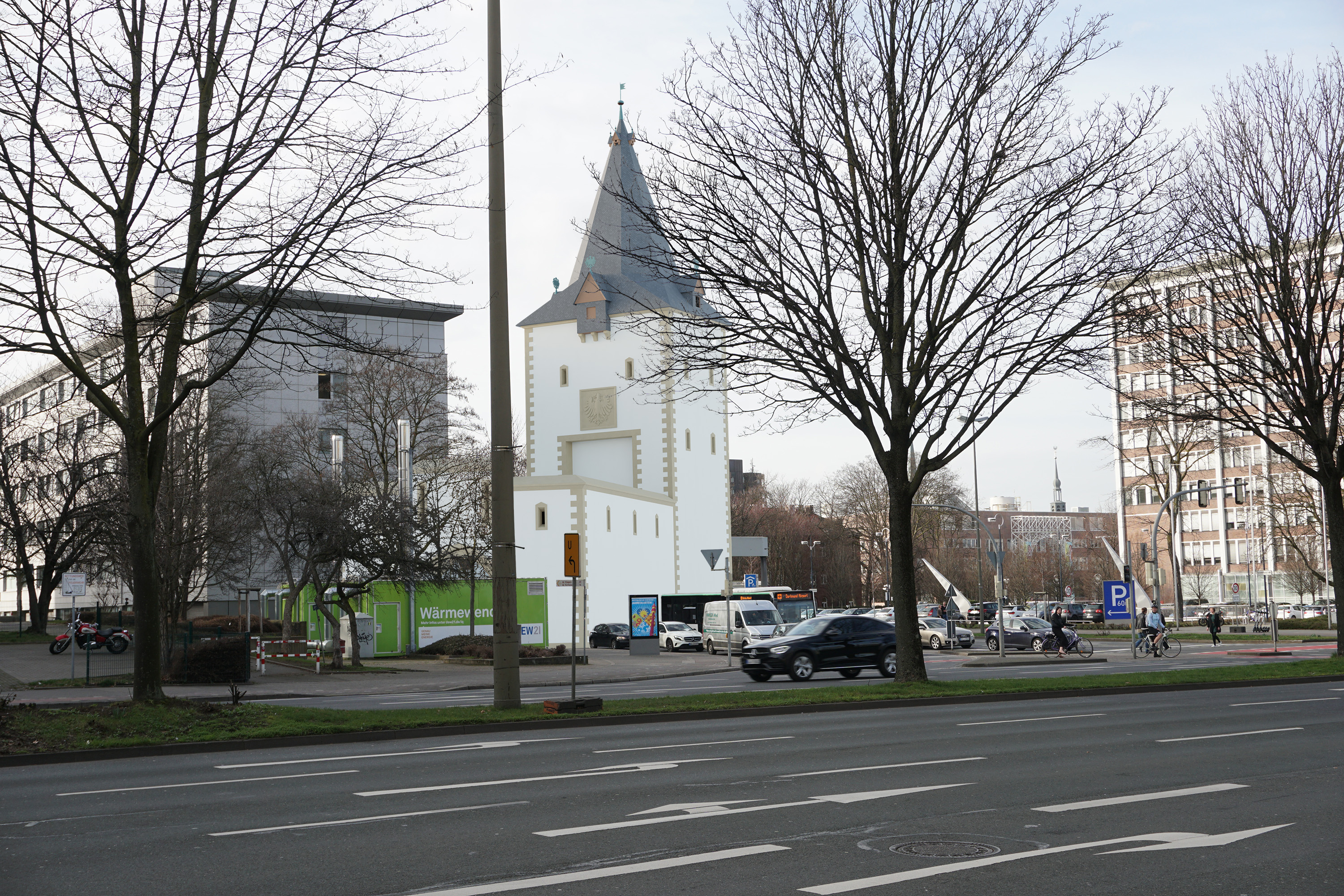
Rekonstruktion des Neutors von Südosten aus gesehen (nach Heinrich Scholle)

### Wißstraßentor
Das Wißstraßentor wurde im Jahre 1359 mit dem lateinischen Namen Porta Wysstrate erstmals erwähnt. Aus dem Altarbild des Derick Baegert in der Propsteikirche, der ältesten bildlichen Darstellung der Stadt, wurde das Wißstraßentor noch als klassisches Stadttor dargestellt. Ende des 16. Jahrhunderts wurde das Tor zu einer Bastion umgebaut. Die fünfeckige Anlage lag am höchsten Punkte der Stadtbefestigung und wachte über die Handelsstraße, die nach Köln führte. Für das Jahr 1689 sind für das Wißstraßentor zwei Zugbrücken verbürgt. In der großen Dortmunder Fehde und bei dem Verrat der Stadt durch Agnes von der Vierbecke kam dem Stadttor eine besondere Bedeutung zu. Das Wißstraßentor wurde 1851 als letztes der Dortmunder Stadttore abgerissen. Bei einer archäologischen Grabung im Jahre 1993 im Rahmen des Neubaus einer Tiefgarage konnten Mauerreste und Fundamente des Tores gefunden werden.

### Der Windmühlenberg und die Windmühle
Am hohen Wall zwischen Westen- und Wißstraßentor, stand bis zum Jahre 1874 der Windmühlenberg. Er gehörte zur Dortmunder Stadtmauer und beulte sich in einer halbrunden Form innerhalb der Stadtbefestigung ein. Darauf befand sich eine achteckige Holländische Windmühle mit drehbarer Haube. Auf dem Stadtplan Diedrich Mulhers von 1611 ist sie nicht verzeichnet, demnach muss sie später errichtet worden sein. Man wählte diesen Standort, denn Windmühlenberg und Hoher Wall lagen höher als der Rest der Stadt und bescherten beste Windbedingungen. Im Jahre 1872 wurde der Windmühlenberg abgetragen. Der letzten Reste des Hohen Walls zwischen Wißstraßentor und Westentor verschwanden 1874 zugunsten einer Promenade.

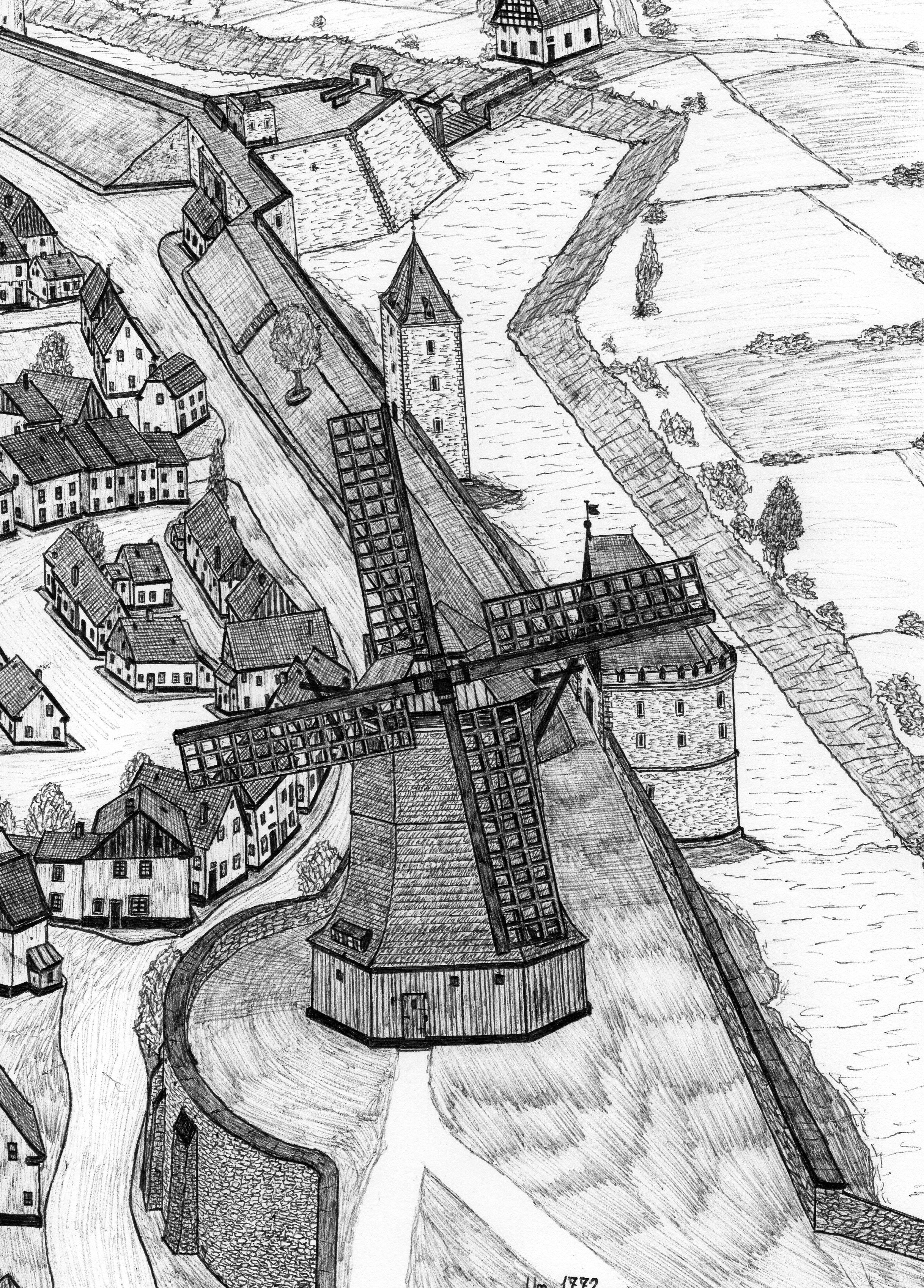
Rekonstruktion der Windmühle auf dem Windmühlenberg und der Stadtmauer mit dem Wißstraßentor oben um 1772.
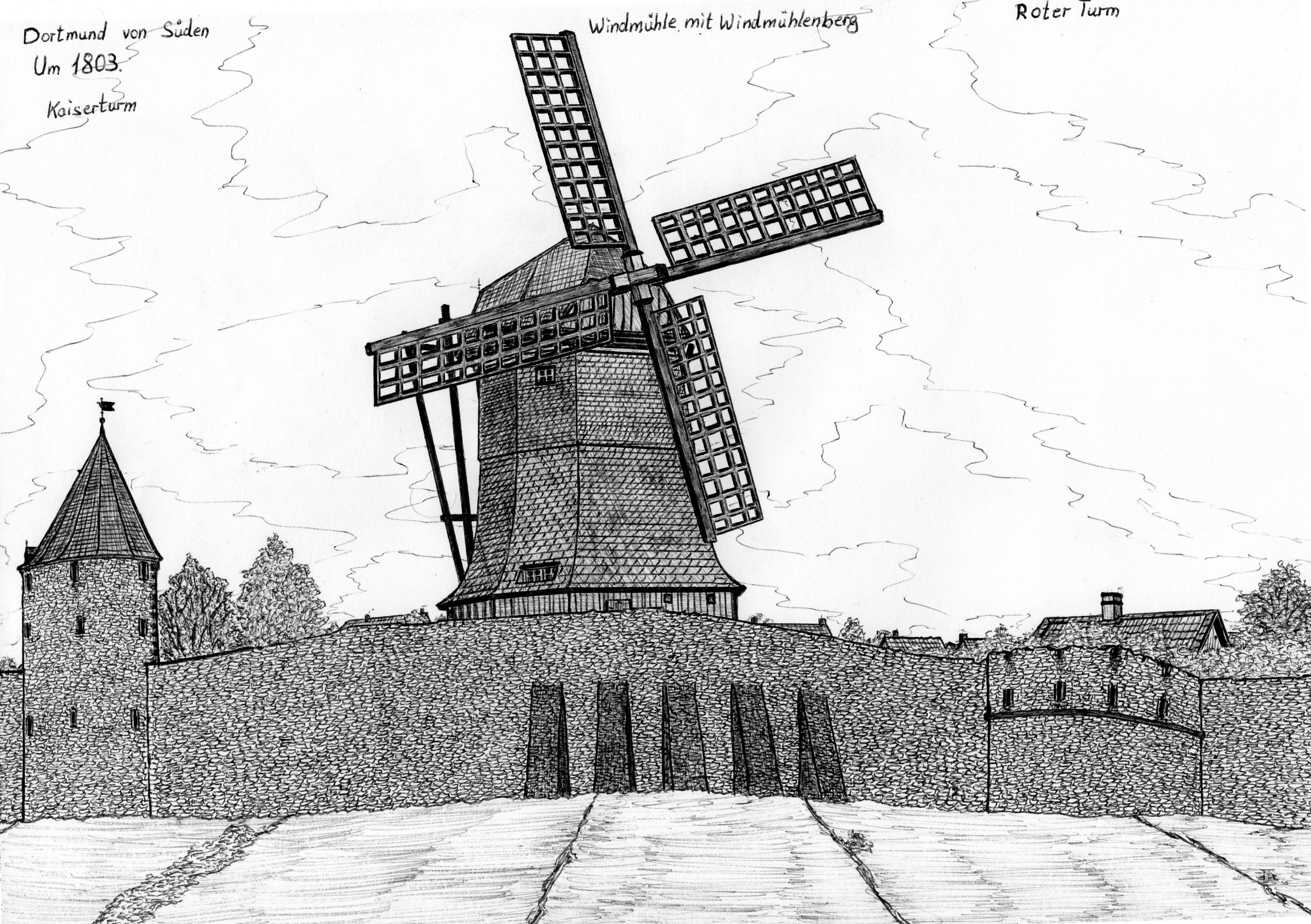
Rekonstruktion der Windmühle auf dem Windmühlenberg von der Südseite um 1803. Der rote Turm rechts ist schon bis auf die Stadtmauer abgebrochen.
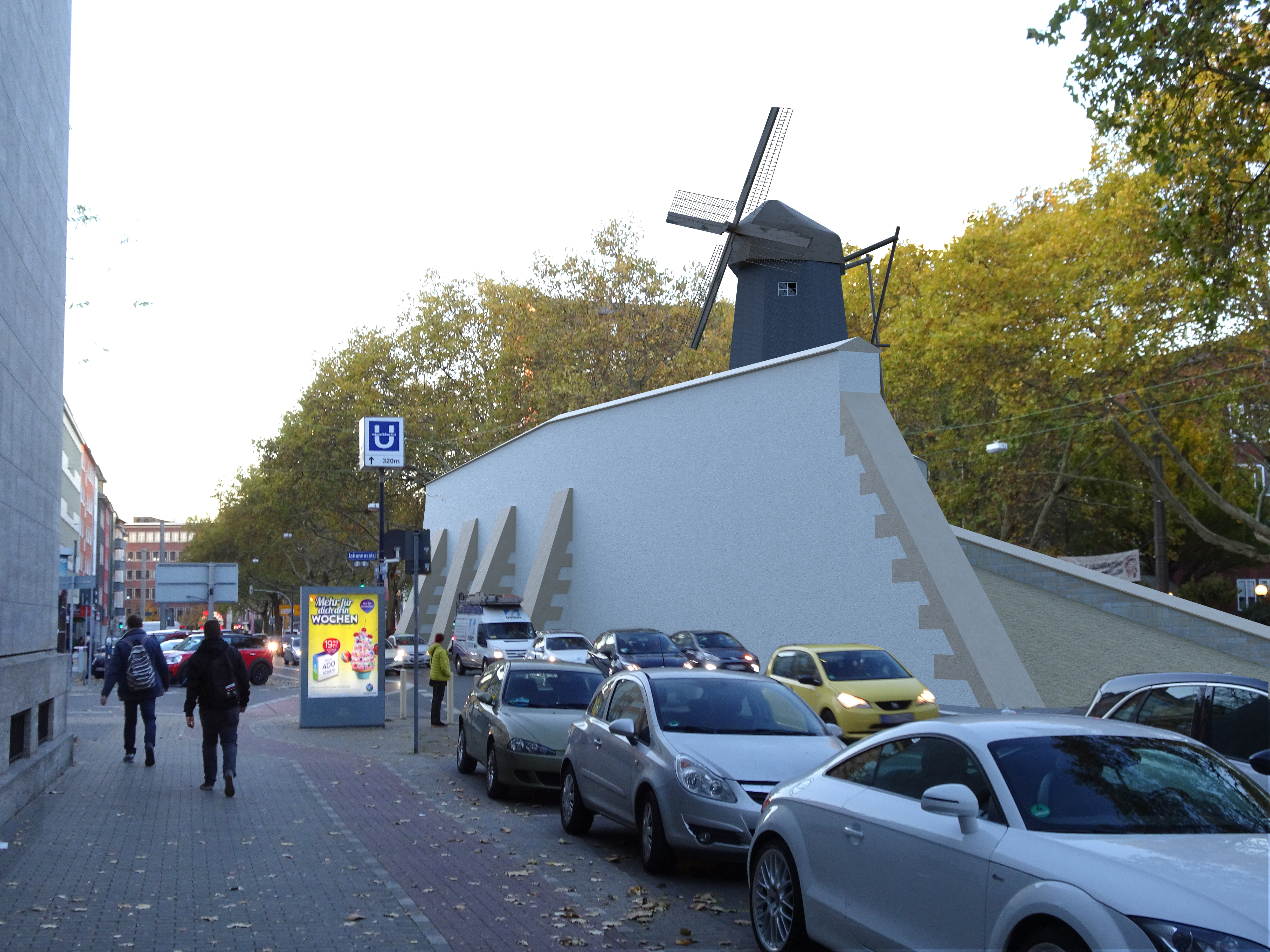
Virtuelle Rekonstruktion des Windmühlenbergs im heutigen Stadtbild auf dem Hohen Wall.
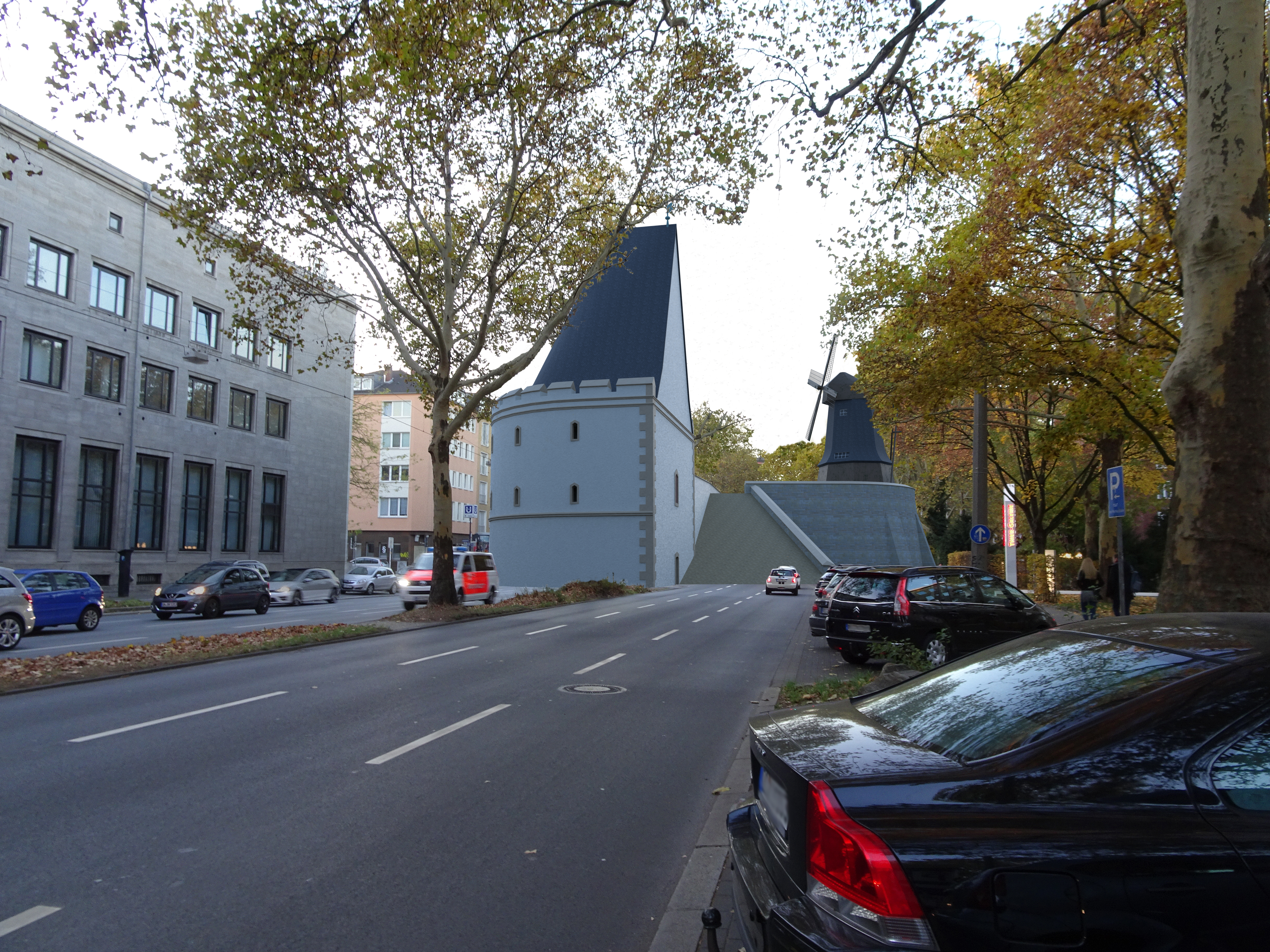
Virtuelle Rekonstruktion des Windmühlenbergs und des östlich davon befindlichen roten Turms im heutigen Stadtbild (nach Heinrich Scholle).

## Wachttürme
Die insgesamt 14 Türme der Dortmunder Stadtbefestigung wurden nach dem Bau der Stadtmauer nachträglich erbaut. Sie dienten dem militärischen Schutz und wurden primär als Wachttürme genutzt. Teilweise wurden die Türme aber auch als Magazine oder als Gefängnis genutzt. Die durchschnittliche Entfernung der Türme voneinander betrug 200 Meter.

### Schlangenturm
Der Schlangenturm befand sich zwischen dem Ostentor und dem Kuckelketor. Der auch „Turm am Gänsemarkt“ genannte Turm findet sich erstmals 1570 in der bildlichen Darstellung von Braun und Hogenberg. Der Turm hatte eine quadratische Grundfläche von 36 m². Der Schlangenturm wurde 1832 abgebrochen.

### Schwanenturm
Auch der Schwanenturm befand sich zwischen Ostentor und dem Kuckelketor. Er hatte einen quadratischen Grundriss von 49 m² und findet sich schon in der bildlichen Darstellung von Braun und Hogenberg wieder.
Der zuletzt verfallene Turm diente ab 1852 noch als Eiskeller. Nach der Abtragung des Schwanenwalls 1868 wurde sein Fundament in einen Neubau integriert. Die Reste des Turms wurden 2021 archäologisch ergraben und untersucht.

### Höllenturm
Der Höllenturm befand sich zwischen Kuckelketor und Burgtor. In den verschiedenen historischen bildlichen Darstellungen der Stadt ist der Turm unterschiedlich dargestellt. Es finden sich rechteckige, dreieckige und halbrunde Darstellungen des Turms. Der Turm befand sich unweit der heutigen Straße Helle.
Der Turm wurde schon um 1800 abgebrochen.

### Katharinenturm
Der Katharinenturm wurde 1480 errichtet und diente zeitweise auch als Gefängnis.
Im Jahre 1830 ist eine Nutzung als Pulverturm nachgewiesen. Der Turm wurde erst zwischen 1860 und 1876 geschleift.

### Roter Turm
Der Rote Turm, auch Hövelsturm genannt, lag zwischen Westen- und Wißstraßetor in Höhe der heutigen Johannesstraße. Er würde 1537 erbaut und war der größte aller Türme. Er hatte entweder einen polygonalen oder halbrunden Grundriss um Maß ca. 18 Meter im Durchmesser. 1788 wurde das Dach des Turms wegen Baufälligkeit abgebrochen. 1804 war er bis auf Höhe der Stadtmauer abgetragen worden. Der Turmstumpf wurde zusammen mit dem Rest der Stadtmauer am heutigen Hiltropwall 1874 abgebrochen. Aus seinen Steinen wurde später im Kaiser Wilhelm-Hain ein Stück Stadtmauer rekonstruiert.

### Reifschlägerturm

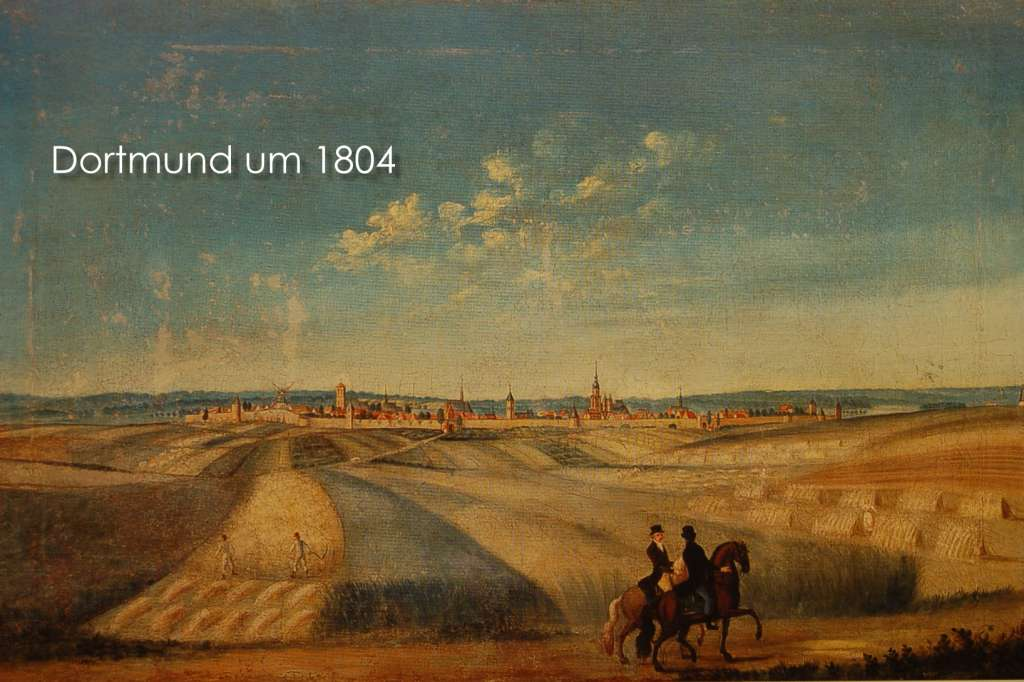
Benedict Anton Berger: Ansicht Dortmunds von Süden 1804. Der Reifschlägerturm ist Anfang des 19. Jahrhunderts noch vollständig erhalten.

Der Reifschlägerturm, auch Repschlägerturm oder Martinsturm, befand sich zwischen dem Wißstraßentor und dem Neutor am Südwall. Er ist auf der Stadtansicht von Süden des Derick Baegert 1475 zwischen den beiden Toren abgebildet. Nach dem Grundriss im Urkataster von 1826 hatte der Turm einen Durchmesser von 12,50 m. Die Stadtansicht von Benedict Anton Berger zeigt den Turm 1804 noch vollständig erhalten, nach einer von Tempeltey lithographierten Zeichnung von Borchel war der Turm um 1860 bis auf das Niveau der Stadtmauer geschleift.

### Adlerturm
Der heutige Adlerturm ist ein rekonstruierter Turm, der 1992 über den originalen Fundamenten des einstigen Wehrturms errichtet wurde. Der 30 Meter hohe Turm wurde auf Pfeiler gesetzt, um die erhaltene Bausubstanz der Fundamente des ursprünglichen Adlerturms aus dem 14. Jahrhundert und der angrenzenden Stadtmauer nicht zu beeinträchtigen.

### Palenturm
Der Palenturm glich in seinem halbrunden Grundriss dem Adlerturm. Er stand im Mauerabschnitt zwischen Neutor und Ostentor und dort zwischen Adlerturm und Judenturm. Nach dem Urkataster von 1826 hatte er einen Durchmesser von 11 m. Der Turm wurde ab 1527 errichtet. Er wurde auch als vorderster Pulverturm bezeichnet, da er beim Sonnenschein, dem Exerzierplatz der Bürger, dem hintersten Pulverturm vorgelagert war.

## Warten und Wachthäuser

### Steinerner Turm
Der Steinerne Turm ist ein historischer Wartturm in Dortmund unweit der Westfalenhallen. Er war Teil der militärischen Verteidigungsanlagen der mittelalterlichen Reichsstadt und der Stadtbefestigung des historischen Stadtkerns weit vorgelagert. Der Wachturm kontrollierte die von Dortmund nach Süden Richtung Köln führende Fernhandelsstraße. Er steht an der historischen Grenze des seit dem 13. Jahrhundert existierenden Stadthagens, dem der befestigten Stadt vorgelagerten Territorium, in dem städtisches Recht galt. Der Steinerne Turm befindet sich 2,5 Kilometer südlich der Wallanlage.

### Fredenturm
Der Fredenturm war ein Wachturm nördlich der Stadt. Er war somit das Pendant zum südlich gelegenen Steinernen Turm. Auf dem Fredenturm war eine Signalanlage montiert, mit der die Stadt bei Gefahr durch optische Signale über größere Distanz informiert werden konnte.

### Hörder Warte
Die Hörder Warte war eine in die Landwehr integrierte Warte an der Südgrenze der Grafschaft Dortmund. Sie lag an der Emscher am Übergang zum in der Grafschaft Mark gelegenen Hörde.